# Општина Сан Педро Гарза Гарсија (Нови Леон)
Сан Педро Гарза Гарсија (шп. San Pedro Garza García) општина је у Мексику у савезној држави Нови Леон. Општина се налази на надморској висини од 627 м.

## Становништво
Према подацима из 2010. у општини је живело 122659 становника.

### Хронологија
| Година       | 2000                   | 2005                   | 2010                   |
| ------------ | ---------------------- | ---------------------- | ---------------------- |
| Становништво | 125978 (58380 / 67598) | 122009 (56935 / 65074) | 122659 (57622 / 65037) |

### Попис
| \| \| м \| \| \| ж \| \| 0—2 \| 1.988 \| \| \| 1.912 \| \| 3—5 \| 2.086 \| \| \| 2.075 \| \| 6—11 \| 4.670 \| \| \| 4.521 \| \| 12—14 \| 2.471 \| \| \| 2.315 \| \| 15—17 \| 2.723 \| \| \| 2.935 \| \| 18—24 \| 7.885 \| \| \| 10.607 \| \| 60+ \| 7.002 \| \| \| 8.363 \| \| Просек : \| 33,3 \| \| \| 33,9 \| |       |  |  |        |
| |       |  |  |        |
| | м     |  |  | ж      |
| 0—2 | 1.988 |  |  | 1.912  |
| 3—5 | 2.086 |  |  | 2.075  |
| 6—11 | 4.670 |  |  | 4.521  |
| 12—14 | 2.471 |  |  | 2.315  |
| 15—17 | 2.723 |  |  | 2.935  |
| 18—24 | 7.885 |  |  | 10.607 |
| 60+ | 7.002 |  |  | 8.363  |
| Просек : | 33,3  |  |  | 33,9   |

| #   | Индикатор                                                                                        | Вредност |
| --- | ------------------------------------------------------------------------------------------------ | -------- |
| 1   | Становништво од 0 до 2 године                                                                    | 3900     |
| 2   | Мушко становништво од 0 до 2 године                                                              | 1988     |
| 3   | Женско становништво од 0 до 2 године                                                             | 1912     |
| 4   | Становништво са 3 и више година                                                                  | 110865   |
| 5   | Мушко становништво са 3 и више година                                                            | 51684    |
| 6   | Женско становништво са 3 и више година                                                           | 59181    |
| 7   | Становништво са 5 и више година                                                                  | 108108   |
| 8   | Мушко становништво са 5 и више година                                                            | 50301    |
| 9   | Женско становништво са 5 и више година                                                           | 57807    |
| 10  | Становништво са 12 и више година                                                                 | 97513    |
| 11  | Мушко становништво са 12 и више година                                                           | 44928    |
| 12  | Женско становништво са 12 и више година                                                          | 52585    |
| 13  | Становништво са 15 и више година                                                                 | 92727    |
| 14  | Мушко становништво са 15 и више година                                                           | 42457    |
| 15  | Женско становништво са 15 и више година                                                          | 50270    |
| 16  | Становништво са 18 и више година                                                                 | 87069    |
| 17  | Мушко становништво са 18 и више година                                                           | 39734    |
| 18  | Женско становништво са 18 и више година                                                          | 47335    |
| 19  | Становништво од 3 до 5 година                                                                    | 4161     |
| 20  | Мушко становништво од 3 до 5 година                                                              | 2086     |
| 21  | Женско становништво од 3 до 5 година                                                             | 2075     |
| 22  | Становништво од 6 до 11 година                                                                   | 9191     |
| 23  | Мушко становништво од 6 до 11 година                                                             | 4670     |
| 24  | Женско становништво од 6 до 11 година                                                            | 4521     |
| 25  | Становништво од 8 до 14 година                                                                   | 11146    |
| 26  | Мушко становништво од 8 до 14 година                                                             | 5713     |
| 27  | Женско становништво од 8 до 14 година                                                            | 5433     |
| 28  | Становништво од 12 до 14 година                                                                  | 4786     |
| 29  | Мушко становништво од 12 до 14 година                                                            | 2471     |
| 30  | Женско становништво од 12 до 14 година                                                           | 2315     |
| 31  | Становништво од 15 до 17 година                                                                  | 5658     |
| 32  | Мушко становништво од 15 до 17 година                                                            | 2723     |
| 33  | Женско становништво од 15 до 17 година                                                           | 2935     |
| 34  | Становништво од 18 до 24 године                                                                  | 18492    |
| 35  | Мушко становништво од 18 до 24 године                                                            | 7885     |
| 36  | Женско становништво од 18 до 24 године                                                           | 10607    |
| 37  | Женско становништво од 15 до 49 година                                                           | 34848    |
| 38  | Становништво са 60 и више година                                                                 | 15365    |
| 39  | Мушко становништво са 60 и више година                                                           | 7002     |
| 40  | Женско становништво са 60 и више година                                                          | 8363     |
| 41  | Однос између мушкараца и жена                                                                    | 88.6     |
| 42  | Становништво од нуле до 14 година                                                                | 22038    |
| 43  | Становништво од 15 до 64 године                                                                  | 82371    |
| 44  | Становништво од 65 година и више                                                                 | 10356    |
| 45  | Просечан број деце                                                                               | 1.85     |
| 46  | Становништво рођено у ентитету                                                                   | 76485    |
| 47  | Мушко становништво рођено у ентитету                                                             | 37645    |
| 48  | Женско становништво рођено у ентитету                                                            | 38840    |
| 49  | Становништво рођено у другом ентитету                                                            | 30851    |
| 50  | Мушко становништво рођено у другом ентитету                                                      | 12393    |
| 51  | Женско становништво рођено у другом ентитету                                                     | 18458    |
| 52  | Становништво од 5 година и више резидентно у ентитету у јуну 2005. године                        | 94446    |
| 53  | Мушко становништво старосног доба од 5 година и више, резидентно у ентитету у јуну 2005. године  | 44735    |
| 54  | Женско становништво старосног доба од 5 и више година, резидентно у ентитету у јуну 2005. године | 49711    |
| 55  | Становништво од 5 година и више које је живело у другом ентитету у јуну 2005. године             | 6927     |
| 56  | Мушко становништво старије од 5 година које је живело у другом ентитету у јуну 2005. године      | 2242     |
| 57  | Женско становништво старије од 5 година које је живело у другом ентитету у јуну 2005. године     | 4685     |
| 58  | Становништво од 3 године и више које говори аутохтони језик                                      | 2658     |
| 59  | Мушко становништво старо 3 године и више које говори аутохтони језик                             | 610      |
| 60  | Женско становништво старо 3 године и више које говори аутохтони језик                            | 2048     |
| 61  | Становништво од 3 године и више које говори аутохтони језик и не говори шпански језик            | 3        |
| 62  | Мушко становништво старо 3 године и више које говори аутохтони језик и не говори шпански         | 0        |
| 63  | Женско становништво старо 3 године и више које говори аутохтони језик и не говори шпански језик  | 3        |
| 64  | Становништво старо 3 године и више које говори аутохтони језик и шпански                         | 2103     |
| 65  | Мушко становништво старо 3 године и више које говори аутохтони језик и шпански                   | 433      |
| 66  | Женско становништво старо 3 године и више које говори аутохтони језик и шпански                  | 1670     |
| 67  | Становништво од 5 година и више које говори аутохтони језик                                      | 2650     |
| 68  | Становништво од 5 година и више које говори аутохтони језик и не говори шпански језик            | 3        |
| 69  | Становништво од 5 година и више које говори аутохтони језик и говори шпански језик               | 2099     |
| 70  | Становништво у домородачким домаћинствима                                                        | 1573     |
| 71  | Становништво са ограничењима у активностима                                                      | 3009     |
| 72  | Становништво са ограниченим ходањем или кретањем, горе или доле                                  | 1740     |
| 73  | Становници са ограничењима вида, чак и уз кориштење сочива                                       | 763      |
| 74  | Становништво са ограничењима говора, комуникације или конверзације                               | 282      |
| 75  | Становништво са ограниченим слухом                                                               | 336      |
| 76  | Становништво са ограничењима при одевању, купању или јелу                                        | 249      |
| 77  | Становништво са ограничењима у опажању или учењу једноставних ствари                             | 153      |
| 78  | Становништво са менталним ограничењима                                                           | 456      |
| 79  | Становништво без ограничења активности                                                           | 106460   |
| 80  | Становништво од 3 до 5 година које не похађа школу                                               | 966      |
| 81  | Мушко становништво од 3 до 5 година које не похађа школу                                         | 491      |
| 82  | Женско становништво од 3 до 5 година које не похађа школу                                        | 475      |
| 83  | Становништво од 6 до 11 година које не похађа школу                                              | 211      |
| 84  | Мушко становништво од 6 до 11 година које не похађа школу                                        | 107      |
| 85  | Женско становништво од 6 до 11 година које не похађа школу                                       | 104      |
| 86  | Становништво од 12 до 14 година које не похађа школу                                             | 167      |
| 87  | Мушко становништво од 12 до 14 година које не похађа школу                                       | 91       |
| 88  | Женско становништво од 12 до 14 година које не похађа школу                                      | 76       |
| 89  | Становништво од 15 до 17 година похађа школу                                                     | 4202     |
| 90  | Мушко становништво од 15 до 17 година похађа школу                                               | 2175     |
| 91  | Женско становништво између 15 и 17 година живота у школи                                         | 2027     |
| 92  | Становништво од 18 до 24 године похађа школу                                                     | 8438     |
| 93  | Мушко становништво од 18 до 24 године похађа школу                                               | 4181     |
| 94  | Женско становништво од 18 до 24 године похађа школу                                              | 4257     |
| 95  | Становништво од 8 до 14 година које не може да чита и пише                                       | 93       |
| 96  | Мушко становништво старосног доба од 8 до 14 година које не може да чита и пише                  | 51       |
| 97  | Женско становништво старосног доби од 8 до 14 година које не може да чита и пише                 | 42       |
| 98  | Становништво од 15 година и више које је неписмено                                               | 1283     |
| 99  | Мушко становништво од 15 година и више које је неписмено                                         | 492      |
| 100 | Женско становништво од 15 година и више које је неписмено                                        | 791      |
| 101 | Становништво старо 15 и више година без школовања                                                | 1763     |
| 102 | Мушко становништво старо 15 и више година без школовања                                          | 679      |
| 103 | Женско становништво старо 15 и више година без школовања                                         | 1084     |
| 104 | Становништво старосног доба 15 и више година са непотпуним основним образовањем                  | 4043     |
| 105 | Мушко становништво старосног доба од 15 година и више са непотпуном основним образовањем         | 1539     |
| 106 | Женско становништво старосног доба 15 и више година са непотпуном основним образовањем           | 2504     |
| 107 | Становништво старо 15 и више година са комплетним основним образовањем                           | 6902     |
| 108 | Мушко становништво старо 15 година и више са комплетним основним образовањем                     | 2383     |
| 109 | Женско становништво старо 15 и више година са комплетним основним образовањем                    | 4519     |
| 110 | Становништво старосног доба 15 и више година са непотпуним средњим образовањем                   | 2292     |
| 111 | Мушко становништво старосног доба од 15 година и више са непотпуним средњим образовањем          | 1069     |
| 112 | Женско становништво старосног доба од 15 година и више са непотпуним средњим образовањем         | 1223     |
| 113 | Становништво старо 15 и више година са пуним секундарном образовањем                             | 15146    |
| 114 | Мушко становништво старосног доба од 15 година и више са пуним секундарном образовањем           | 6375     |
| 115 | Женско становништво старосног доба од 15 година и више са пуним секундарном образовањем          | 8771     |
| 116 | Становништво старије од 18 година са постосновним образовањем                                    | 55261    |
| 117 | Мушко становништво старије од 18 година са постосновним образовањем                              | 27220    |
| 118 | Женско становништво старије од 18 година са постосновним образовањем                             | 28041    |
| 119 | Просечна оцена школовања                                                                         | 12.09    |
| 120 | Просечан ниво образовања мушке популације                                                        | 12.75    |
| 121 | Просечан ниво образовања женског становништва                                                    | 11.53    |
| 122 | Економски активно становништво                                                                   | 52078    |
| 123 | Економски активна мушка популација                                                               | 30167    |
| 124 | Економски активна женска популација                                                              | 21911    |
| 125 | Становништво које није економски активно                                                         | 41257    |
| 126 | Мушко становништво које није економски активно                                                   | 12764    |
| 127 | Женско становништво које није економски активно                                                  | 28493    |
| 128 | Запослено становништво                                                                           | 50656    |
| 129 | Запослено мушко становништво                                                                     | 29155    |
| 130 | Запослено женско становништво                                                                    | 21501    |
| 131 | Незапослена популација                                                                           | 1422     |
| 132 | Незапослена мушка популација                                                                     | 1012     |
| 133 | Незапослена женска популација                                                                    | 410      |
| 134 | Становништво без права на здравствене услуге                                                     | 19264    |
| 135 | Становништво које има право на здравствене услуге                                                | 90549    |
| 136 | Становништво које има право на ИМСС                                                              | 48237    |
| 137 | Становништво које има право на социјално осигурање                                               | 1793     |
| 138 | Становништво које има право на државно социјално осигурање                                       | 387      |
| 139 | Становништво које има право на опште осигурање или здравствено осигурање за нову генерацију      | 3638     |
| 140 | Становништво које је било једном или није било у браку током 12 година и више                    | 39007    |
| 141 | Венчано или уједињено становништво од 12 година и више                                           | 46178    |
| 142 | Становништво које је било у браку или уједињено 12 година и више                                 | 8471     |
| 143 | Становништво са католичком религијом                                                             | 100518   |
| 144 | Протестанти, еванђелисти и библијски следбеници различити од еванђелиста                         | 6290     |
| 145 | Становништво са другим религијама различитим од претходних                                       | 262      |
| 146 | Становништво без религије                                                                        | 2218     |
| 147 | Укупно пописаних домаћинства                                                                     | 29434    |
| 148 | Пописна домаћинства на челу са мушкарцима                                                        | 22796    |
| 149 | Пописна домаћинства на челу са женама                                                            | 6638     |
| 150 | Становништво у пописним домаћинствима                                                            | 114667   |
| 151 | Становништво у пописним домаћинствима на челу са мушкарцима                                      | 94047    |
| 152 | Становништво у пописним домаћинствима на челу са женама                                          | 20620    |
| 153 | Укупно домаћинстава                                                                              | 35690    |
| 154 | Укупно насељених домаћинстава                                                                    | 31936    |
| 155 | Укупно приватних кућа                                                                            | 33188    |
| 156 | Насељени приватни домови                                                                         | 29434    |
| 157 | Укупно насељених приватних кућа                                                                  | 31914    |
| 158 | Ненасељене приватне куће                                                                         | 3053     |
| 159 | Појединачна домаћинства за привремену употребу                                                   | 701      |
| 160 | Становници у насељеним приватним кућама                                                          | 114667   |
| 161 | Насељеност станара у приватним становима                                                         | 3.9      |
| 162 | Просечно становника по соби у приватним насељеним домаћинствима                                  | 0.69     |
| 163 | Појединачна домаћинства са подовима од различитих материјала од земље                            | 28045    |
| 164 | Појединачна домаћинства у приземљу                                                               | 368      |
| 165 | Појединачна домаћинства са једном спаваћом собом                                                 | 4413     |
| 166 | Појединачна домаћинства са две спаваће собе и више                                               | 23654    |
| 167 | Појединачна домаћинства са једним собом                                                          | 423      |
| 168 | Појединачна домаћинства са две собе                                                              | 1027     |
| 169 | Појединачна домаћинства са 3 собе и више                                                         | 26577    |
| 170 | Појединачна домаћинства која имају електрично светло                                             | 28646    |
| 171 | Појединачна домаћинства која немају електрично светло                                            | 6        |
| 172 | Појединачна домаћинства која имају водоводну воду у стамбеном простору                           | 28501    |
| 173 | Појединачна домаћинства која немају водоводну воду у стамбеном простору                          | 41       |
| 174 | Појединачна домаћинства која имају тоалет                                                        | 28540    |
| 175 | Појединачна домаћинства која имају канализацију                                                  | 28456    |
| 176 | Појединачна домаћинства која немају канализацију                                                 | 28       |
| 177 | Појединачна домаћинства која имају електрично светло, довод воде из јавне мреже и канализацију   | 28366    |
| 178 | Појединачна домаћинства без икаквих услова                                                       | 26       |
| 179 | Појединачна домаћинства која имају радио                                                         | 26102    |
| 180 | Појединачна домаћинства која имају телевизор                                                     | 28193    |
| 181 | Појединачна домаћинства која имају фрижидер                                                      | 28040    |
| 182 | Појединачна домаћинства која имају машину за веш                                                 | 26846    |
| 183 | Појединачна домаћинства која имају аутомобил или комби                                           | 22741    |
| 184 | Појединачна домаћинства која имају рачунар                                                       | 20795    |
| 185 | Појединачна домаћинства која имају фиксну телефонску линију                                      | 24698    |
| 186 | Појединачна домаћинства која имају мобилни телефон                                               | 24858    |
| 187 | Појединачна домаћинства која имају приступ интернету                                             | 19632    |